# Die Lottosieger
Die Lottosieger ist der Name einer österreichischen Comedy-Fernsehserie, die seit Sommer 2008 produziert und ab 6. März 2009 ausgestrahlt wurde. Sie wurde im Auftrag des ORF von der Produktionsfirma e&a film hergestellt. Die Serie handelt von einer in einem Wiener Gemeindebau lebenden Familie, deren Leben durch einen Hauptgewinn im Lotto verändert wird. Bei der ersten Staffel führte Leopold Bauer (Regisseur von Wir sind Kaiser) Regie.

## Produktion
Die erste Staffel wurde bis September 2008 in Wien-Penzing gedreht, die Postproduktion erfolgte im Herbst 2008. In einem ausgedehnten Castingverfahren von acht Tagen – wie es bei Serien wie Californication oder Das Büro üblich ist – mussten viele Schauspieler in verschiedenen Kombinationen und Szenen agieren. Die Drehorte befinden sich großteils in einem für die Dreharbeiten erbauten 5000 m² großen Studio. Weiters wurden Außenmotive und Motive der Rennbahnweg-Siedlung verwendet. Erstmals in einer österreichischen Fernsehserie wurde zudem eine Kamera des Typs ARRI D21 verwendet.
Die zweite Staffel mit zehn Folgen wurde 2010 produziert und im folgenden Jahr ausgestrahlt. 
Die dritte Staffel mit ebenfalls zehn Folgen wurde 2011 produziert und Ende 2012 ausgestrahlt.

## Charaktere
Rudolf „Rudi“ Deschek
Deschek, der Anfang vierzig ist und bei einem Geldtransportunternehmen arbeitet, mag seinen Posten nicht und hofft daher, möglichst schnell in Frühpension gehen zu können. In seiner Freizeit geht er mit seinen Kollegen gerne Eisstockschießen. Außerdem hört er gerne Musik der Band Ostbahn-Kurti und die Chefpartie. Ein Lottogewinn (erste Folge) verleitet ihn zu leichtsinnigen Taten, weshalb der Psychologe der Lottogesellschaft ihm rät, den Reichtum vor allen Bekannten – auch seiner Familie – zu verheimlichen. Rudi ist davon überzeugt, dass ihn sein Gewinn nicht verändern wird.
Claudia Deschek-Beck
Rudis Ehefrau ist Ende dreißig und arbeitet als Reinigungskraft bei einer Werbeagentur. Die Ehe verläuft gut, auch wenn es immer wieder Streitigkeiten ums Geld gibt. Sie besucht des Öfteren ihre Schwester Elfi, die im selben Haus wie Familie Deschek wohnt. Claudia ist zu Beginn neben Schwiegermutter Kriemhild die einzige, die vom Lottogewinn weiß.
Romeo Deschek
Der Sohn von Rudi und Claudia ist 18 Jahre alt und hat gerade als erster der Familie Deschek maturiert. Benannt wurde er nach dem Schlagzeuger der Chefpartie, Edi „Romeo“ Jedelsky. Er will eine Musical-Ausbildung abschließen, auch wenn dies seinem Vater nicht gefällt.
Kriemhild Deschek
Rudis Mutter ist 63 Jahre alt, verwitwete Straßenbahner-Ehefrau und Mitglied bei den Sozialistischen Senioren. Als zweite Person erfährt sie vom Lottogewinn und fordert gleich ihren Anteil ein, da sie die eigentliche Besitzerin der Gemeindebauwohnung ist, in der Familie Deschek lebt.
Elfi Beck
Claudias Schwester besitzt einen erfolgreichen Friseursalon im Gemeindebau. Seit einigen Jahren hat sie eine Liebesaffäre mit einem verheirateten Mann, was ihrer Schwester Claudia missfällt.
Dr. Rüdiger Rössler
Der Psychologe der Lottogesellschaft ist zirka vierzig, nicht verheiratet und einfühlsam. Immer wieder muss er eingreifen, wenn Familie Deschek wegen des lieben Geldes in Streit gerät. Als er Elfi kennenlernt, findet er gleich Gefallen an ihr. Er freundet sich schnell mit ihr an und ist Dauergast in ihrem Friseursalon.

## Episoden
| Nr. St.    | Nr. ges.   | Titel                            | Erstausstrahlung  |
| 1. Staffel | 1. Staffel | 1. Staffel                       | 1. Staffel        |
| ---------- | ---------- | -------------------------------- | ----------------- |
| 1          | 1          | Macht 6 glücklich?               | 6. März 2009      |
| 2          | 2          | Ist Geiz geil?                   | 13. März 2009     |
| 3          | 3          | Bringt Vollgas Vollspaß?         | 20. März 2009     |
| 4          | 4          | Wer traut wem?                   | 27. März 2009     |
| 5          | 5          | Macht Borgen Sorgen?             | 3. April 2009     |
| 6          | 6          | Mit Schuhen ins Bett?            | 17. April 2009    |
| 7          | 7          | Welcher Schwager passt wem?      | 24. April 2009    |
| 8          | 8          | Wer ist der Täter?               | 1. Mai 2009       |
| 9          | 9          | Wie kommt der Kuckuck ins Nest?  | 8. Mai 2009       |
| 10         | 10         | Lachs oder Leberkäs?             | 15. Mai 2009      |
| 2. Staffel |            |                                  |                   |
| 1          | 11         | Ist das Paradies mies?           | 11. März 2011     |
| 2          | 12         | Sind Schwiegermütter böse?       | 18. März 2011     |
| 3          | 13         | Wer fürchtet sich vorm Kopftuch? | 1. April 2011     |
| 4          | 14         | Wer wird Zweiter?                | 8. April 2011     |
| 5          | 15         | Karriere als Legionär?           | 15. April 2011    |
| 6          | 16         | Ausgerechnet Las Vegas?          | 29. April 2011    |
| 7          | 17         | Ist Schönheit gratis?            | 6. Mai 2011       |
| 8          | 18         | Wahrheit erwünscht?              | 13. Mai 2011      |
| 9          | 19         | Trotz Krise Beziehungen?         | 20. Mai 2011      |
| 10         | 20         | Poltern ohne Braut?              | 27. Mai 2011      |
| 3. Staffel |            |                                  |                   |
| 1          | 21         | Big Boss Deschek?                | 23. November 2012 |
| 2          | 22         | Absturz oder Höhenflug?          | 23. November 2012 |
| 3          | 23         | Lügen die Sterne?                | 30. November 2012 |
| 4          | 24         | Vater sein ist schwer?           | 30. November 2012 |
| 5          | 25         | Ex in der City?                  | 7. Dezember 2012  |
| 6          | 26         | Madam Butterfly & Mrs. Robinson? | 7. Dezember 2012  |
| 7          | 27         | Kein Geständnis machen?          | 14. Dezember 2012 |
| 8          | 28         | Spekulieren ohne Risiko?         | 14. Dezember 2012 |
| 9          | 29         | Täglich eine gute Tat?           | 21. Dezember 2012 |
| 10         | 30         | Reif fürs Landleben?             | 28. Dezember 2012 |

## Deutsche Adaption

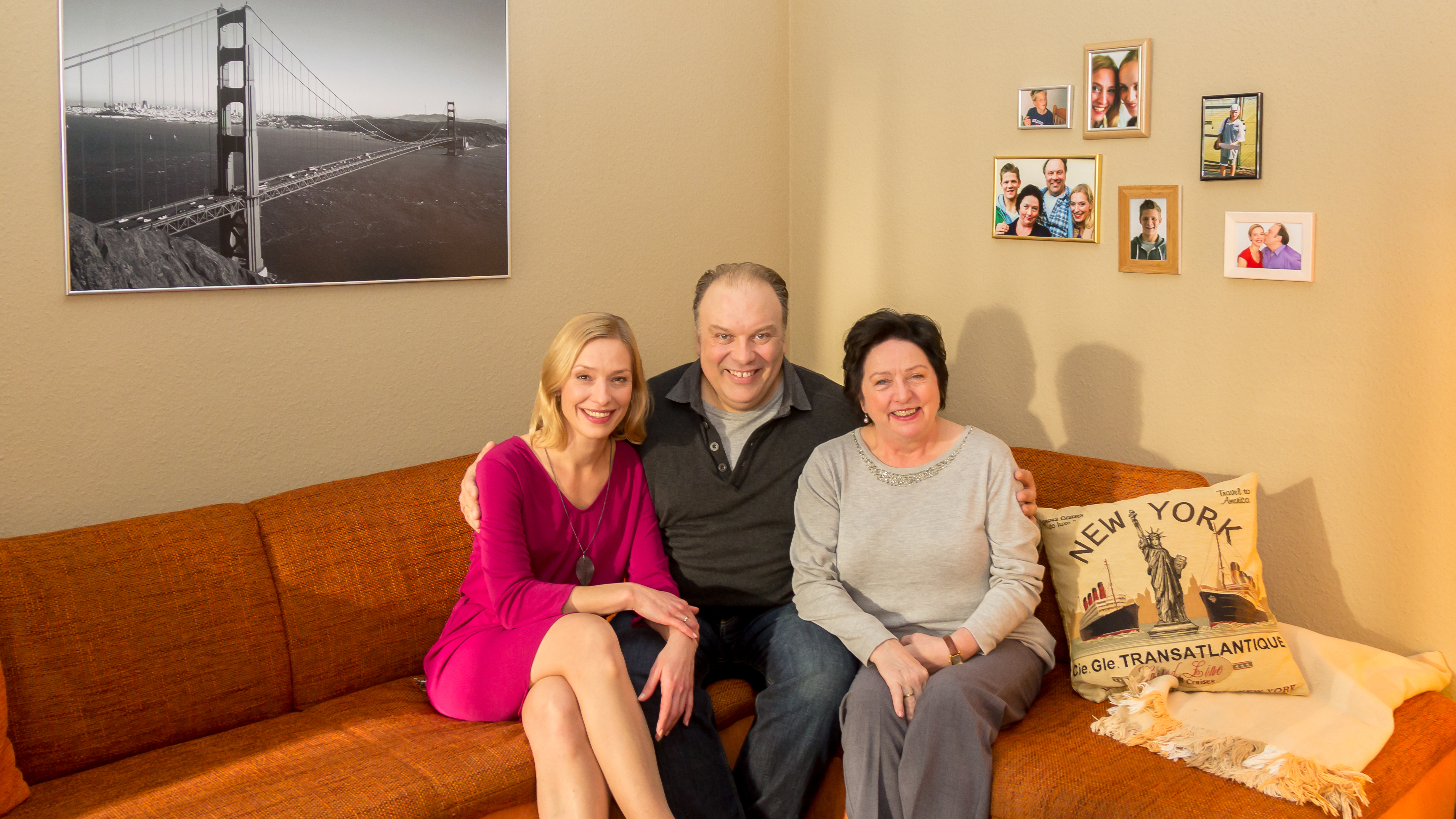
WDR-Dreharbeiten zur dritten Staffel „Die LottoKönige“: Waldemar Kobus als Lottogewinner „Rudi König“, Sandra Borgmann als seine Frau „Claudia König“ und Beate Abraham als „Oma Helga“

Eine deutsche Adaption lief von 2012 bis 2015 unter dem Titel Die LottoKönige im WDR Fernsehen.

## DVD-Veröffentlichungen
- Die erste Staffel der Serie erschien 2009 als DVD
- Die zweite Staffel wurde am 18. März 2011 auf DVD veröffentlicht